# Ischnoptera mexicana
Ischnoptera mexicana är en kackerlacksart som beskrevs av Henri Saussure 1862. Ischnoptera mexicana ingår i släktet Ischnoptera och familjen småkackerlackor. Inga underarter finns listade i Catalogue of Life.